# Броуде, Владимир Львович
Владимир Львович Броуде (1 декабря 1924, Москва — 22 июня 1978, там же) — советский физик, доктор физико-математических наук, лауреат Ленинской премии (1966).

## Биография
Сын доктора медицинских наук, профессора Льва Михайловича (Менделевича) Броуде (1898—1990), заведующего кафедрой биохимии Казанского медицинского института (1936—1943), и врача Марии Григорьевны Антокольской (1897—1981). Племянник поэта Павла Антокольского. 
В 1947 году окончил Московский институт химического машиностроения (МИХМ). В 1947—1966 годах научный сотрудник Института физики АН УССР в Киеве. Проводил исследования в области спектроскопии твердого тела (преимущественно молекулярных кристаллов).
Доктор физико-математических наук (1963). Лауреат Ленинской премии (1966).
С 1966 года заведовал лабораторией оптики и спектроскопии в Институте физики твердого тела АН СССР (Черноголовка Московской области).

## Семья
Брат —  Евгений Львович Броуде (1918—1941), химик, сотрудник ИОХ АН СССР; погиб на Волховском фронте. Был женат на Татьяне Венкстерн.
Жена — Елена Фёдоровна Шека (род. 1934, Киев), доктор физико-математических наук (1972), профессор кафедры теоретической физики и механики РУДН, заведующая лабораторией вычислительных нанотехнологий; многие годы — сотрудница и соавтор.